# Pianura Pannonica

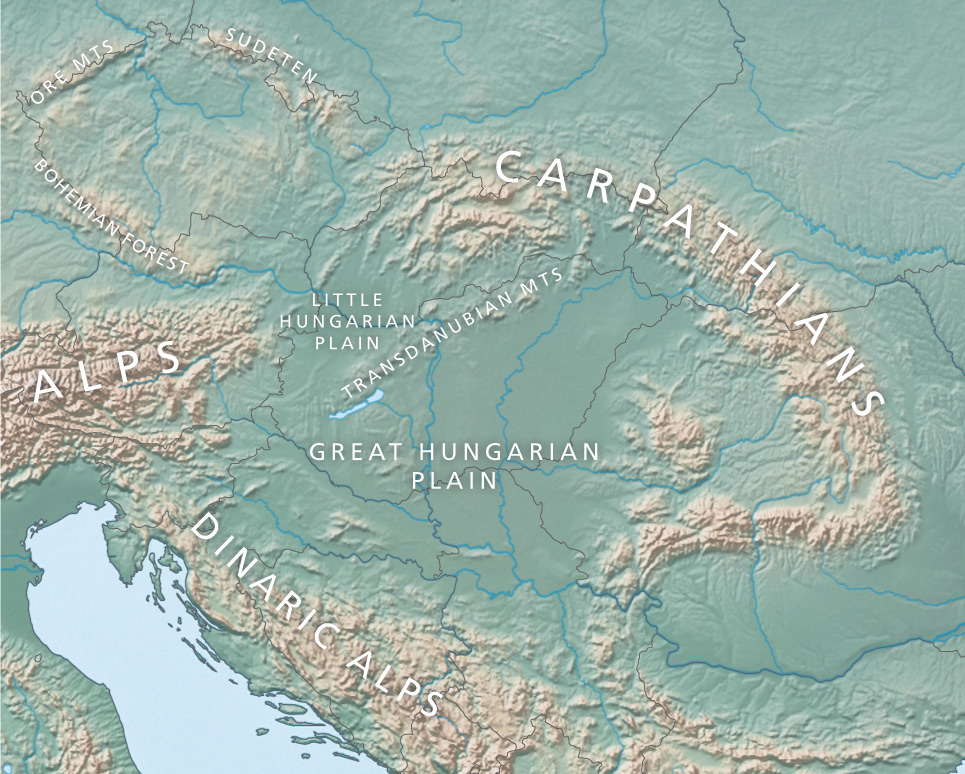
Pianura Pannonica

La pianura pannonica (detta anche "bassopiano pannonico" o "bacino pannonico", o "bacino carpatico") è un ampio bassopiano situato nell'Europa sud-orientale e attraversato dal medio corso del Danubio e dal basso corso del Tibisco.

## Nome
Il nome "pianura pannonica" contiene un attributo di chiara origine illirica, che si rifà alla radice indoeuropea pen, che significa "palude", "acquitrino" (in riferimento alle zone paludose tra Danubio e Sava).
In ungherese il bacino è conosciuto come Kárpát-medence, in serbo e in croato come Panonski basen, Панонски басен, in slovacco come Panónska panva, e in tedesco come Pannonisches Becken. Quindi, il termine "bacino carpatico" deriva direttamente dalla traduzione dall'ungherese.

## Geografia

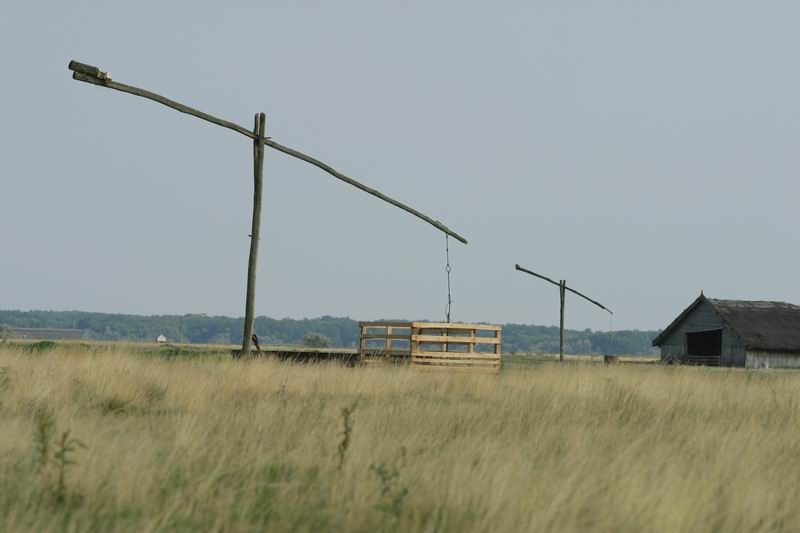
Fattoria nel parco nazionale di Hortobágy

Il bacino è delimitato dai Carpazi a nord, est e sud-est, dalle Alpi Orientali a nord-ovest, e dalle Alpi Dinariche a ovest e sud. I rilievi ungheresi a nord di Budapest ed il Danubio suddividono il bassopiano in una parte minore situata ad occidente detta Transdanubio e una più vasta parte orientale detta grande pianura ungherese (Alföld).
Attualmente la pianura pannonica comprende territori appartenenti a sette diversi stati, comprende infatti gran parte dell'Ungheria, l'estremo orientale dell'Austria (il Burgenland settentrionale con il Seewinkl e il margine della pianura di Vienna), le pianure meridionali della Slovacchia (nei pressi di Bratislava, le isole alluvionali del Danubio e il distretto di Košice), la pianura transcarpatica dell'Ucraina, la parte occidentale della Romania, il nord della Serbia e il nord-est della Croazia.

## Geologia
Il bacino pannonico è costituito da una depressione tettonica formatasi per sprofondamento tra l'Oligocene e l'inizio del Miocene (circa 20 milioni di anni fa). In quel periodo l'intera pianura pannonica, il Mar Nero, il mar Caspio e il lago d'Aral erano un unico bacino salmastro noto come Paratetide. Tale bacino, inizialmente collegato con il Mediterraneo, divenne successivamente un mare-lago poco salato e si suddivise in diversi sotto-bacini (Bacino di Vienna, Pannonico, Dacico, Pontico, Caspico). 
Durante il Pleistocene il bacino pannonico si prosciugò definitivamente, lasciando emergere quella che è oggi la pianura pannonica. Di questo mare restano i sedimenti depositatisi sul fondo ed i resti delle isole precedenti che sono quindi diventate montagne: Fruška Gora e Montagne di Vršac, situate nella parte più meridionale della Pannonia nella regione della Voivodina. Ai margini del bacino pannonico si formarono apparati vulcanici di cui oggi rimangono a testimonianza le numerose sorgenti termali di cui è ricco il territorio.